# Project CARS 2
Project CARS 2 (Community Assisted Racing Simulator) ist eine Rennsimulation von Slightly Mad Studios und wurde von Bandai Namco Entertainment herausgegeben. Es ist seit dem 22. September 2017 für Microsoft Windows, PlayStation 4 und Xbox One erhältlich. Wie der Vorgänger Project CARS unterstützt das Spiel Virtual-Reality-Headsets. Mit Project CARS 3 erschien am 28. August 2020 ein Nachfolger für Windows, PlayStation 4 und Xbox One.

## Umfang
Project CARS 2 verfügt über 140 verschiedene Strecken an 60 Orten und bietet 189 Autos. Zur Wahl stehen Supercars, Hypercars, Vintage, Open Wheel, GT, LMP, Rallycross und Karts von 35 Herstellern wie Porsche, Ferrari, Lamborghini, Jaguar Cars, Acura und Audi.

## Entwicklung

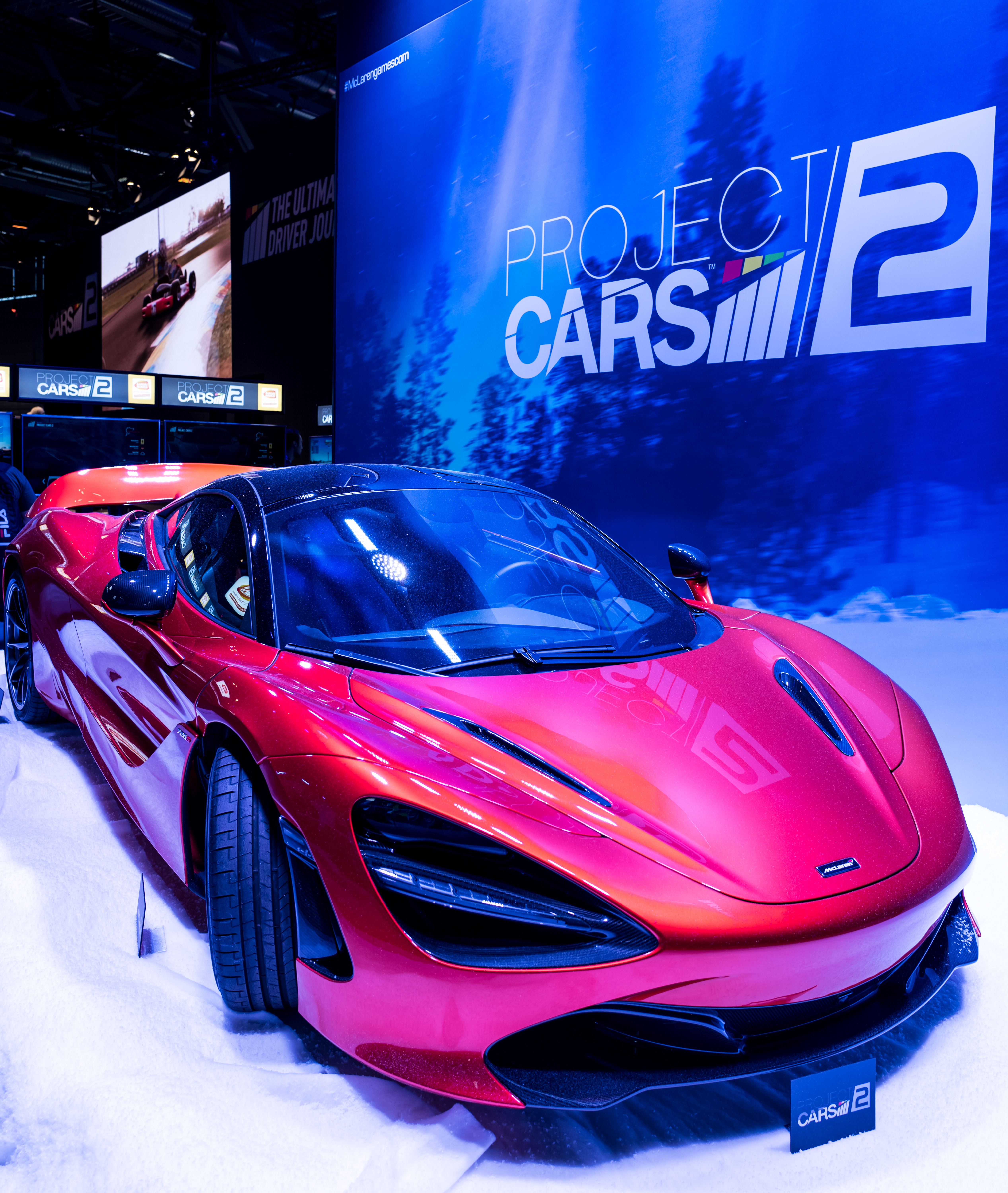
Vermarktung auf der Gamescom 2017

Entwickler Slightly Mad Studios bestätigte bereits im April 2015, dass Project CARS 2 sich in Entwicklung befinde. Wie bereits beim ersten Teil wurde die Entwicklung zum Teil durch eine Crowdfunding-Kampagne finanziert, die im Juni 2015 begann. Nachdem die Arbeiten an der Game Of The Year Edition des Vorgängers abgeschlossen wurden, war ab Mai 2016 das gesamte Team mit der Entwicklung des Spiels beschäftigt. Im Juni 2017 gab man mit dem 22. September 2017 das finale Releasedatum bekannt. Aufgrund ausgelaufener Lizenzen ist das Spiel seit 21. September 2022 nicht mehr auf Online-Vertriebsplattformen wie Steam erwerbbar.

## Rezeption

### Rezensionen
Laut dem Review-Aggregator Metacritic erhielt das Spiel überwiegend positive Wertungen.
Das deutsche Fachmagazin GameStar nannte das Spiel ein großartiges Gesamtpaket für Rennsportfans im Allgemeinen. Kritisiert wurde die rudimentäre Kampagne mit schwacher Inszenierung.

„Gelungene Rennsimulation mit nur wenigen, kleinen Schwächen“

PC Games Hardware bezeichnete das Spiel 2017 als „beste VR-Erfahrung des Jahres“ und lobte die dynamischen Wettereffekte.
Im Fazit des Online-Magazins 4Players erhielt die Xbox-One-Version eine deutliche Abwertung aufgrund technischer Mängel, die sich insbesondere durch Einbrüche bei der Bildrate bemerkbar machten. Für die VR-Unterstützung gab es zudem einen Prozentpunkt Aufwertung im Vergleich zum Spielen auf PC ohne VR. Das Spiel gewinne in VR deutlich an Immersion, auch wenn die Menügestaltung nicht optimal sei.

### Auszeichnungen
Bei der Gamescom 2017 wurde Project CARS 2 als bestes Simulationsspiel der Messe ausgezeichnet. Weitere Auszeichnungen finden sich in folgender Tabelle:
| Jahr | Auszeichnung                | Kategorie                | Resultat  | Beleg         |
| ---- | --------------------------- | ------------------------ | --------- | ------------- |
| 2017 | Best Racing Game            | Wired                    | Gewonnen  | [ 19 ]        |
| 2017 | Best Racing Game            | Red Bull                 | Nominiert | [ 20 ]        |
| 2017 | Best Racing Game            | Alphr                    | Nominiert | [ 21 ]        |
| 2017 | Best Racing Game            | TrustedReviews           | Nominiert | [ 22 ]        |
| 2017 | Gamescom 2017               | Best Booth Award         | Nominiert | [ 23 ] [ 24 ] |
| 2017 | Gamescom 2017               | Best Racing Game         | Nominiert | [ 23 ] [ 24 ] |
| 2017 | Gamescom 2017               | Best Simulation Game     | Gewonnen  | [ 23 ] [ 24 ] |
| 2017 | Golden Joystick Awards      | Best Audio               | Nominiert | [ 25 ]        |
| 2017 | The Game Awards 2017        | Best Sports/Racing Game  | Nominiert | [ 26 ]        |
| 2017 | Titanium Awards             | Best Sports/Driving Game | Nominiert | [ 27 ]        |
| 2017 | Gameblog Awards 2017        | Best Racing Game         | Gewonnen  | [ 28 ]        |
| 2018 | 21st Annual D.I.C.E. Awards | Racing Game of the Year  | Nominiert | [ 29 ]        |

## Stellung im E-Sport
Project CARS 2 ist eine Disziplin im E-Sport. Der Europa-Cup 2018 fand in Wien statt. Bei der Weltmeisterschaft 2019 in England, der Playseat SMS-R Championship Series, gewann das deutsche Team P-Gaming.de.